# رينولد فيتيغ
رينولد فيتيغ (بالألمانية: Reinhold Wittig)‏ هو جيولوجي ورائد أعمال ألماني، ولد في 2 يناير 1937 في غوتينغن في ألمانيا.